# Nikolsburger Platz
Der Nikolsburger Platz liegt im Berliner Ortsteil Wilmersdorf. In ihn münden die Landhaus- und die Nikolsburger Straße. Die Trautenaustraße kreuzt ihn. 

## Geschichte
Er wurde 1870 von Johann Anton Wilhelm von Carstenn als südwestlicher Repräsentations- und Schmuckplatz in der von ihm konzipierten „Carstenn-Figur“ gebaut, einem städtebaulichen Ensemble, zu dem der Fasanen-, Nürnberger und Prager Platz gehören. Ab 1876 hieß er Magdeburger Platz, 1888 erhielt er seine heutige Bezeichnung. Der Name erinnert an den Vorfrieden von Nikolsburg am 26. Juli 1866, der den Deutschen Krieg zwischen Preußen und Österreich beendete. Das damalige Nikolsburg heißt heute Mikulov (Tschechien). Durch die Benennung war er immer schon mit seinem spiegelbildlichen Pendant verbunden, dem Prager Platz (zuvor: Halberstädter Platz): Den Frieden 1866 nannte man „Friedensvertrag von Prag und Nikolsburg“ (chronologische Reihenfolge nicht ganz stimmig), und die beiden Bischofssitze Magdeburg und Halberstadt verband eine jahrhundertelange Geschichte der Hohenzollern und des Protestantismus.
Anfang des 20. Jahrhunderts erhielt der Platz eine Grünanlage mit hölzernen Bänken und 1910 einen von Cuno von Uechtritz-Steinkirch entworfenen Bronzebrunnen, der eine Gänseliesel mit Gans darstellt. Im gleichen Jahr wurde am Rande des Platzes das Cäcilien-Lyzeum des Architekten Otto Herrnring in Neorenaissance-Formen fertiggestellt, das den Platz bis heute dominiert und die Cecilienschule beherbergt.
Im Jahr 1940 wurde der Brunnen von den Nationalsozialisten für die Rüstung eingeschmolzen. Während der 1960er Jahre legte das Gartenbauamt auf dem Platz Hochbeete im Schachbrettmuster an. Harald Haacke schuf 1988 eine Nachbildung des historischen Gänselieselbrunnens. 1999 wurde die Grünanlage mit Sitzbänken und Stauden in Anlehnung an die historische Struktur neu gestaltet.
In den 1920er Jahren lebten in den umliegenden Straßen viele Künstler und Intellektuelle, darunter George Grosz, Vladimir Nabokov, Andrei Bely und Marina Zwetajewa.
Erich Kästner verewigte den Platz 1929 in seinem Kinderbuch Emil und die Detektive: Dort wurde die Verfolgung des „Mannes mit dem steifen Hut“ geplant und ein ständiger Bereitschaftsdienst von den Kindern unterhalten. Kästner wohnte zu dieser Zeit gut zweihundert Meter entfernt am Prager Platz.